# Peder Knudsen (gårdejer)
 Der er flere personer med dette navn, se Peder Knudsen.
Peder Knuden (også kaldet P. Knudsen, født 17. februar 1802 på Ildsgård i Sunds Sogn ved Herning, død 19. juni 1870) var en dansk gårdmand og politiker.
Knudsen blev i 1839 kromand i Sevel nord for Herning. Han var fra 1843 gårdmand på skiftende gårde i Sunds og Fly Sogne ved Herning. Fra ungdommen af handlede han også med kvæg . Knudsen var medlem af Folketinget valgt i Ringkøbing Amts 4. valgkreds (Herningkredsen) fra 1849 til 1858. Han tabte valget i 1858 til S. Pallesen Fløe.